# Vancouver (Washington)
Vancouver è un comune (city) degli Stati Uniti d'America e capoluogo della contea di Clark nello Stato di Washington. La popolazione era di 183 012 abitanti al censimento del 2018, il che la rende la quarta città più popolosa dello stato. Fa parte dell'area metropolitana di Portland-Vancouver. È situata sulla sponda settentrionale del fiume Columbia ed è il più grande sobborgo di Portland, Oregon. Originariamente fondata nel 1825 intorno a Fort Vancouver, un avamposto per il commercio delle pellicce, la città si trova sul confine tra Washington e Oregon, lungo il fiume Columbia, direttamente a nord di Portland.
Da non confondersi con l'omonima città canadese posta 480 km più a nord. A tal proposito a più riprese è stato proposto un cambiamento del nome (proposti "Old Vancouver" e "Fort Vancouver") per favorire la distinzione. Ad ogni modo la Vancouver canadese è comunemente definita "Vancouver, B.C." (dove "B.C." sta per British Columbia, Columbia Britannica, la provincia canadese di appartenenza), e analogamente quella statunitense è definita "Vancouver, Washington".

## Geografia fisica
Secondo lo United States Census Bureau, ha un'area totale di 49,86 mi² (129,14 km²).

## Società

### Evoluzione demografica
Secondo il censimento del 2010, la popolazione era di 161 791 abitanti.
Gli ultimi dati ufficiali disponibili del 2018 parlano di 183 012 abitanti.

### Etnie e minoranze straniere
Secondo il censimento del 2010, la composizione etnica della città era formata dall'80,94% di bianchi, il 2,94% di afroamericani, l'1,01% di nativi americani, il 5,03% di asiatici, lo 0,98% di oceaniani, il 4,29% di altre razze, e il 4,80% di due o più etnie. Ispanici o latinos di qualunque razza erano il 10,36% della popolazione.

## Amministrazione

### Gemellaggi
- Jōyō[3]